# ادواردو کانها
ادواردو کانها (انگلیسی: Eduardo Cunha؛ زادهٔ ۲۰ سپتامبر ۱۹۵۸) یک سیاست‌مدار اهل برزیل است.